# Shybyndy Köli
Shybyndy Köli är en saltsjö i Kazakstan.   Den ligger i oblystet Qaraghandy, i den centrala delen av landet, 170 km öster om huvudstaden Astana. Arean är 35 kvadratkilometer.